# Beardsley
Beardsley é uma cidade localizada no estado americano de Minnesota, no Condado de Big Stone.

## Demografia
Segundo o censo americano de 2000, a sua população era de 262 habitantes. 
Em 2006, foi estimada uma população de 237, um decréscimo de 25 (-9.5%).

## Geografia
De acordo com o United States Census Bureau tem uma área de 
1,2 km², dos quais 1,2 km² cobertos por terra e 0,0 km² cobertos por água. Beardsley localiza-se a aproximadamente 334 m acima do nível do mar.

## Localidades na vizinhança
O diagrama seguinte representa as localidades num raio de 24 km ao redor de Beardsley. 